# Brit Awards 1996
Les Brit Awards 1996 ont lieu le 19 février 1996 à l'Earls Court Exhibition Centre à Londres. Il s'agit de la 16e cérémonie des Brit Awards, présentée par Chris Evans. Elle est enregistrée et diffusée à la télévision sur la chaîne ITV.
Si, lors de la précédente édition, le groupe Blur avait triomphé en remportant quatre récompenses, il rentre cette fois bredouille malgré cinq nominations, alors que son grand rival Oasis repart avec trois trophées dont celui de meilleur groupe britannique.
En recevant les prix, les membres d'Oasis ne manquent pas l'occasion de se moquer de leurs rivaux en parodiant la chanson Parklife qui devient Shitelife, l'industrie du disque en prend aussi pour son grade et, lorsque Michael Hutchence, le chanteur d'INXS, remet au groupe le trophée de la meilleure vidéo britannique, Noel Gallagher déclare en substance qu'il est dommage qu'un has-been donne une récompense à ceux qui représentent l'avenir,.
Cette édition est également marquée par la prestation de Michael Jackson perturbée par Jarvis Cocker, le chanteur du groupe Pulp. Ce dernier fait en effet irruption sur la scène en gesticulant alors que Michael Jackson interprète Earth Song entouré de nombreux danseurs et figurants dont des enfants. Jarvis Cocker est interpellé par la police car il aurait bousculé des enfants, mais aucune charge n'est finalement retenue contre lui. Il a ensuite expliqué avoir agi ainsi par frustration et ennui, protestant contre la mise en scène faisant apparaître, selon lui, Michael Jackson comme un messie,,.

## Interprétations sur scène
Plusieurs chansons sont interprétées lors de la cérémonie :
- Alanis Morissette : Hand in My Pocket
- David Bowie : Hallo Spaceboy (avec Pet Shop Boys), Moonage Daydream et Under Pressure
- Michael Jackson : Earth Song
- Pulp : Sorted for E's & Wizz
- Simply Red : Fairground
- Take That : How Deep Is Your Love

## Palmarès
Les lauréats apparaissent en caractères gras.

### Meilleur album britannique
- (What's the Story) Morning Glory? d' Oasis
  - The Great Escape de Blur
  - Different Class de Pulp
  - The Bends de Radiohead
  - Stanley Road de Paul Weller

### Meilleur single britannique
- Back for Good de Take That
  - Country House de Blur
  - A Girl Like You de Edwyn Collins
  - Missing de Everything But the Girl
  - No More 'I Love You's (en) de Annie Lennox
  - Roll with It d'Oasis
  - Wonderwall d'Oasis
  - Common People de Pulp
  - Fairground de Simply Red
  - Alright de Supergrass

Note : Le vainqueur est désigné par un vote des auditeurs de BBC Radio 1.

### Meilleur artiste solo masculin britannique
- Paul Weller
  - Edwyn Collins
  - Van Morrison
  - Jimmy Nail
  - Tricky

### Meilleure artiste solo féminine britannique
- Annie Lennox
  - Joan Armatrading
  - PJ Harvey
  - Vanessa Mae
  - Shara Nelson

### Meilleur groupe britannique
- Oasis
  - Blur
  - The Lightning Seeds
  - Pulp
  - Radiohead

### Meilleure vidéo britannique
- Wonderwall d' Oasis
  - Country House de Blur
  - The Universal de Blur
  - Protection de Massive Attack
  - Common People de Pulp
  - Just de Radiohead
  - Like a Rolling Stone des Rolling Stones
  - Fairground de Simply Red
  - Alright de Supergrass
  - Back for Good de Take That

### Meilleur producteur britannique
- Brian Eno
  - Nellee Hooper
  - John Leckie
  - Owen Morris et Noel Gallagher
  - Stephen Street

### Révélation britannique
- Supergrass
  - Black Grape
  - Cast
  - Elastica
  - Tricky

### Meilleur artiste dance britannique
- Massive Attack
  - Eternal
  - Leftfield
  - M People
  - Tricky

### Meilleur artiste solo masculin international
- Prince
  - Coolio
  - Lenny Kravitz
  - Meat Loaf
  - Neil Young

### Meilleure artiste solo féminine internationale
- Björk
  - Mariah Carey
  - Céline Dion
  - K.d. lang
  - Alanis Morissette

### Meilleur groupe international
- Green Day
  - Bon Jovi
  - Foo Fighters
  - Garbage
  - TLC

### Révélation internationale
- Alanis Morissette
  - Tina Arena
  - Boyzone
  - Foo Fighters
  - Garbage

### Meilleure bande originale de film
- Batman Forever de divers artistes
  - Muriel (Muriel's Wedding) de divers artistes
  - Tueurs nés (Natural Born Killers) de divers artistes
  - Où sont les hommes? (Waiting to Exhale) de divers artistes
  - Braveheart de James Horner

### Contribution exceptionnelle à la musique
- David Bowie

### Artiste d'une génération
- Michael Jackson

### Freddie Mercury Award
- The Help Album

Note: Ce prix spécial, décerné pour la première fois, distingue une œuvre caritative. The Help Album, qui réunit divers artistes, est vendu au profit de l'ONG War Child (en).

## Artistes à nominations multiples
- 5 nominations :
  - Blur
  - Oasis

- 4 nominations :
  - Pulp

- 3 nominations :
  - Radiohead
  - Supergrass
  - Tricky

- 2 nominations :
  - Edwyn Collins
  - Foo Fighters
  - Garbage
  - Annie Lennox
  - Massive Attack
  - Alanis Morissette
  - Simply Red
  - Take That
  - Paul Weller

## Artiste à récompenses multiples
- 3 récompenses :
  - Oasis